# Transformers: Revenge of the Fallen - The Album
| Recensione      | Giudizio    |
| --------------- | ----------- |
| AllMusic        |             |
| Empire          |             |
| Rock on Request | (favorable) |

Transformers: Revenge of the Fallen – The Album è una colonna sonora del film Transformers - La vendetta del caduto, pubblicata il 23 giugno 2009 dalla Reprise Records.

## Antefatti
Insieme agli altri artisti, anche i Dead by Sunrise sarebbero dovuti apparire nell'album, col singolo Crawl Back In, tuttavia il frontman Chester Bennington rivelò che non sarebbe stata inclusa. Allo stesso modo, Tyrese Gibson, che interpreta il sergente Epps nel film, dichiarò che avrebbe inciso una canzone con Jewel, intitolata Make It Last, che aveva sperato di venir inclusa nella colonna sonora del film, cosa che non avvenne. L'album si è piazzato 7º nella US Billboard 200.

## Tracce
1. Linkin Park – New Divide (titoli di coda e parti strumentali contenute nella traccia "NEST", tratta da Transformers: Revenge of the Fallen - The Score, e in parte viene riprodotta a metà film) – 4:29
2. Green Day – 21 Guns (titoli di coda e scena iniziale) – 5:18
3. Cavo – Let It Go (titoli di coda) – 3:47
4. Taking Back Sunday – Capital M-E (titoli di coda) – 2:48
5. The Fray – Never Say Never – 4:19
6. Nickelback – Burn It to the Ground – 3:30 (testo: Chad Kroeger, Joey Moi)
7. The Used – Burning Down the House – 3:39
8. Theory of a Deadman – Not Meant to Be – 3:34 (testo: Tyler Connolly, Kara DioGuardi)
9. The All-American Rejects – Real World – 4:04 (testo: Tyson Ritter, Nick Wheeler)
10. Hoobastank – I Don't Think I Love You – 3:41 (testo: Dan Estrin, Chris Hesse, Douglas Robb)
11. Staind – This Is It (titoli di coda) – 3:45 (testo: Johnny April, Aaron Lewis, Mike Mushok, Jon Wysocki)
12. Avenged Sevenfold – Almost Easy – 3:55
13. Cheap Trick – Transformers: The Fallen Remix – 5:05 (testo: Julian Raymond)